# Monts San Gabriel
Pour les articles homonymes, voir San Gabriel.
Les monts San Gabriel sont situés au nord de Los Angeles, en Californie du Sud, aux États-Unis. Cette chaîne transversale forme une barrière entre la région du Grand Los Angeles et le désert des Mojaves. Cette chaîne côtière est recouverte par la forêt nationale d'Angeles. La faille de San Andreas la limite au nord. Son sommet le plus élevé est le mont San Antonio (en), ou mont Baldy, qui s'élève à 3 068 mètres d'altitude. Le mont Wilson est un autre sommet, célèbre pour abriter l'observatoire du Mont Wilson.
En hiver, le snowboard et le ski sont populaires dans ces montagnes à Mountain High et au mont Baldy (en). Il existe aussi deux autres stations, Mount Waterman et Kratka Ridge, mais elles sont rarement ouvertes. En été, ce sont la randonnée, le camping et le pique-nique que pratiquent la plus grande partie des visiteurs.

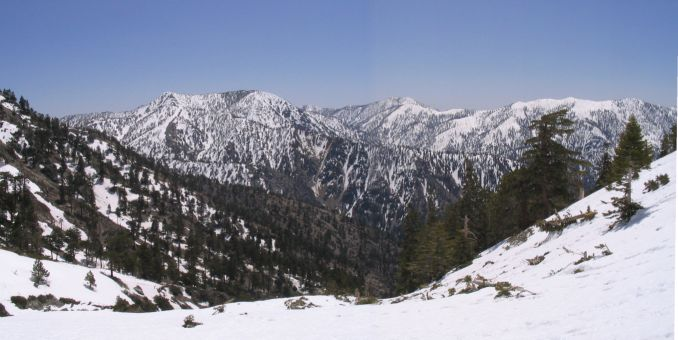
Vue des sommets dans la partie orientale du massif.